# Club Africain
El Club Africain (àrab: النادي الأفريقي, an-Nādī al-Afrīqī, ‘Club Africà’) és un club esportiu tunisià de la ciutat de Tunis.

## Història
El Club Africain començà les seves activitats el 1919 escollint el nom de Islamic Club Africain. Aquest nom no agradà a les autoritats del protectorat francès i retardà la posada en marxa del club. Finalment el 4 d'octubre de 1920 el club fou autoritzat amb el nom de Club Africain. Fou el continuador del club Stade Africain, fundat el 1915 i dissolt el 1918 (fusionat dins l'US Tunisienne). D'aquest club en mantingué els colors i alguns jugadors, com Mohamed Soudani).

## Seccions
- Futbol
- Handbol
- Voleibol
- Basquetbol
- Rugbi
- Natació
- Boxa
- Atletisme
- Judo

## Palmarès
Intercontinental
- Lliga de Campions de la CAF
  - 1991
- Copa afro-asiàtica de futbol
  - 1992

Regional
- Copa de l'Àfrica del Nord de futbol
  - 2008, 2010
- Lliga de Campions aràbiga
  - 1997
- Recopa aràbiga de futbol
  - 1995
- Copa del Magrib de futbol
  - 1971
- Recopa del Magrib de futbol
  - 1974, 1975, 1976

Nacional
- Lliga tunisiana de futbol[2]
  - 1946-47¹, 1947–48¹, 1963–64, 1966–67, 1972–73, 1973–74, 1978–79, 1979–80, 1989–90, 1991–92, 1995–96, 2007–08, 2014–15
- Copa President tunisiana[3]
  - 1964–65, 1966–67, 1967–68, 1968–69, 1969–70, 1971–72, 1972–73, 1975–76, 1991–92, 1997–98, 1999–2000, 2016–17, 2017–18
- Supercopa tunisiana de futbol
  - 1968, 1970, 1979

¹Títols abans de la independència.

## Jugadors destacats
| - Faouzi Rouissi - Sadok Sassi - Karim Saidi - Adel Sellimi - Karim Essediri - Khaled Mouelhi - Mehdi Ben Slimane - Ferid Chouchane - Mohamed Mkacher - Riadh Jelassi - Hamdi Marzouki - Raouf Bouzaiene | - Sabri Jaballah - Sammy Adjei - Abdeljalil Hadda - Dramane Traoré - Rezki Amrouche - Fodil Megharia - Tadjou Salou - Lantame Ouadja - Tarik El Taib - Claudio Milar - Saad Benyamin |